# اوجاع المفاصل
اوجاع المفاصل کتابی از محمد زکریای رازی در زمینهٔ پزشکی و دربارهٔ دردهای مفاصل است.
در این کتاب دربارهٔ انواع و علت‌های درد مفاصل و داروهای مؤثر بحث شده‌است.
ابن‌الندیم و ابن‌ابی اصیبعه این کتاب را بیست و دو فصل دانسته‌اند. ابوریحان بیرونی در کتاب خود از این کتاب با نام «فی النقرس و اوجاع المفاصل» یاد کرده‌است. اما حقیقت این است که رازی دو رساله دارد اولی مقاله فی النقرس است که توسط دکتر یوسف زیدان تصحیح و در قاهره مصر چاپ و منتشر شد
. دوم کتاب اوجاع المفاصل است که توسط دکتر احسان مقدس تصحیح شده و در تهران چاپ و منتشر شده‌است.
از کتاب اوجاع المفاصل دو نسخه خطی به شماره ۴۴۴۲ و ۴۵۷۳ در کتابخانه ملک تهران نگهداری می‌شود